# Protoptila
Protoptila is een geslacht van schietmotten uit de familie Glossosomatidae.

## Soorten
- P. alexanderi HH Ross, 1941
- P. altura RW Holzenthal & RJ Blahnik, 2006
- P. alumnorum PA Rueda Martin & FM Gibon, 2008
- P. arca Edwards & Arnold, 1961
- P. balmorhea HH Ross, 1941
- P. bicornuta OS Flint, 1963
- P. boruca OS Flint, 1974
- P. bribri RW Holzenthal & RJ Blahnik, 2006
- P. burica OS Flint, 1974
- P. cahabensis SC Harris, 1989
- P. cana OS Flint, 1974
- P. cardela Mosely, 1954
- P. coloma HH Ross, 1941
- P. colombiensis OS Flint, 1974
- P. condylifera OS Flint, 1971
- P. cora OS Flint, 1983
- P. cristata OS Flint, 1967
- P. cristula RW Holzenthal & RJ Blahnik, 2006
- P. ctenacantha OS Flint, 1974
- P. ctilopsis OS Flint, 1974
- P. curiosa OS Flint, 1974
- P. chitaria RW Holzenthal & RJ Blahnik, 2006
- P. choluteca OS Flint, 1974
- P. chontala OS Flint, 1974
- P. delaca Mosely, 1954
- P. diablita DR Robertson & RW Holzenthal, 2008
- P. disticha OS Flint, 1971
- P. dominicensis OS Flint, 1968
- P. dubitans Mosely, 1939
- P. ensifera OS Flint, 1971
- P. erotica HH Ross, 1938
- P. fimbriata OS Flint, 1981
- P. flexispina OS Flint, 1971
- P. georgiana DG Denning, 1948
- P. goitiai PA Rueda Martin & FM Gibon, 2008
- P. guarani OS Flint, 1974
- P. guata Mosely, 1954
- P. huasteca OS Flint, 1967
- P. huava OS Flint, 1974
- P. ignera OS Flint, 1974
- P. ixtala Mosely, 1937
- P. jolandae RW Holzenthal & RJ Blahnik, 2006
- P. julieta DR Robertson & RW Holzenthal, 2008
- P. kjeri RW Holzenthal & RJ Blahnik, 2006
- P. laterospina OS Flint, 1967
- P. lega HH Ross, 1941
- P. leonilae J Bueno-Soria & S Santiago de Fragoso, 1995
- P. liqua Mosely, 1954
- P. locula Mosely, 1954
- P. lorada Mosely, 1954

- P. lucia OS Flint, 1974
- P. macilenta OS Flint, 1971
- P. maculata (HA Hagen, 1861)
- P. malica Mosely, 1954
- P. mara OS Flint, 1971
- P. marqua OS Flint, 1967
- P. mayana OS Flint, 1974
- P. mina OS Flint, 1974
- P. misionensis OS Flint, 1972
- P. mixteca OS Flint, 1974
- P. morettii JC Morse, 1990
- P. myriamae PA Rueda Martin & FM Gibon, 2008
- P. olvidada J Bueno-Soria, S Sa
- P. orotina OS Flint, 1974
- P. palina HH Ross, 1941
- P. perdida J Bueno-Soria, S Sa
- P. phyllisae J Bueno-Soria, 1983
- P. piacha Mosely, 1954
- P. primerana (H Weyenbergh, 1881)
- P. pseudopiacha J Bueno-Soria, 1984
- P. quicha OS Flint, 1974
- P. quinoi J Bueno-Soria & S Santiago de Fragoso, 1979
- P. resolda Mosely, 1937
- P. rota Mosely, 1937
- P. salta Mosely, 1937
- P. simplex OS Flint, 1971
- P. spangleri OS Flint, 1967
- P. spirifera OS Flint, 1974
- P. strepsicera RW Holzenthal & RJ Blahnik, 2006
- P. talamanca OS Flint, 1974
- P. talola DG Denning, 1948
- P. techila Mosely, 1954
- P. tenebrosa (Walker, 1852)
- P. ternacia OS Flint, 1971
- P. tetravittata OS Flint, 1971
- P. tica J Bueno-Soria, 1984
- P. ticumanensis J Bueno-Soria, 1984
- P. tojana Mosely, 1954
- P. trichoglossa RW Holzenthal & RJ Blahnik, 2006
- P. trispicata OS Flint, 1971
- P. truncata OS Flint, 1983
- P. uruguayensis EB Angrisano, 1997
- P. viridiventris (T Say, 1823)
- P. voluta OS Flint, 1991
- P. yurumanga OS Flint, 1974